# Liz McColgan
Elizabeth „Liz” McColgan (z domu Lynch, ur. 24 maja 1964 w Dundee) – szkocka lekkoatletka, specjalizująca się w biegach długodystansowych, trzykrotna uczestniczka igrzysk olimpijskich w latach 1988, 1992 i 1996. Srebrna medalistka olimpijska z 1988 r. z Seulu (bieg na 10 000 metrów), mistrzyni świata z 1991 r. z Tokio (bieg na 10 000 metrów). Sukcesy odnosiła również w biegach przełajowych oraz maratońskich.
Za swoje osiągnięcia nagrodzona została Orderem Imperium Brytyjskiego V klasy (MBE).
Wielokrotnie ustanawiała rekordy Wielkiej Brytanii na różnych dystansach, w tym między innymi czterokrotnie w biegu na 10 000 metrów. 22 lutego 1992 w Birmingham ustanowiła halowy rekord świata na 5000 metrów – 15:03,17.

## Finały olimpijskie
- 1988 – Seul, bieg na 10 000 metrów – srebrny medal
- 1992 – Barcelona, bieg na 10 000 metrów – 5. miejsce
- 1996 – Atlanta, bieg maratoński – 16. miejsce

## Inne osiągnięcia
- wielokrotna mistrzyni Wielkiej Brytanii, w biegach na 3000 m (1989, 1991, 1992), 5000 m (1988) oraz 10 000 m (1986)[3]
- 1986 – Edynburg, Igrzyska Wspólnoty Narodów – złoty medal w biegu na 10 000 m
- 1987 – Warszawa, mistrzostwa świata w biegach przełajowych – srebrny medal (indywidualnie)
- 1989 – Budapeszt, halowe mistrzostwa świata – srebrny medal w biegu na 3000 m
- 1990 – Auckland, Igrzyska Wspólnoty Narodów – dwa medale: złoty w biegu na 10 000 m oraz brązowy w biegu na 3000 m
- 1991 – Tokio, mistrzostwa świata – złoty medal w biegu na 10 000 m
- 1991 – Antwerpia, mistrzostwa świata w biegach przełajowych – brązowy medal (indywidualnie)
- 1991 – Nowy Jork, Maraton Nowojorski – I miejsce
- 1991 – tytuł „Sportowej Osobowości Roku” (ang. Sports Personality of the Year)[4]
- 1992 – Newcastle upon Tyne, mistrzostwa świata w półmaratonie – dwa medale: złoty indywidualnie oraz srebrny w drużynie
- 1992 – Tokio, maraton tokijski – I miejsce
- 1996 – Londyn, maraton londyński – I miejsce

## Rekordy życiowe

### stadion
- bieg na 3000 metrów – 8:38,23 – Nicea 15/07/1991
- bieg na 5000 metrów – 14:59,56 – Hechtel 22/07/1995
- bieg na 10 000 metrów – 30:57,07 – Hengelo 25/06/1991
- bieg na 10 kilometrów – 30:39 – Orlando 11/03/1989
- bieg na 15 kilometrów – 47:43 – Tampa 13/02/1988
- półmaraton – 1:07:11 – Tokio 26/01/1992
- maraton – 2:26:52 – Londyn 13/04/1997

### hala
- bieg na 1500 metrów – 4:10,16 – Budapeszt 04/03/1989
- bieg na 3000 metrów – 8:34,80 – Budapeszt 04/03/1989
- bieg na 5000 metrów – 15:03,17 – Birmingham 22/02/1992 (rekord Wielkiej Brytanii, były rekord świata)